# 中沙諸島
中沙諸島（ちゅうさしょとう、中国語: 中沙群島（拼音: Zhōngshā Qúndǎo）、ベトナム語: Quần đảo Trung Sa、英語: Zhongsha Island）は、南シナ海にある島礁群に対して、主に中華人民共和国で用いられる名称である。
2016年7月12日、オランダ・ハーグの常設仲裁裁判所は、いわゆる九段線に囲まれた南シナ海の地域について中華人民共和国が主張してきた歴史的権利について、「国際法上の法的根拠がなく、国際法に違反する」とする判断を下した。

## 地理と名称
西沙諸島（パラセル諸島）の東南、東沙諸島（プラタス諸島）の西南、南沙諸島（スプラトリー諸島）の北方にかけて、南北約740km、東西約430kmの広大な範囲に含まれる複数の岩礁および環礁に対して用いられる呼称である。この地域はいくつかのエリアに分けられる。

### マックルズフィールド堆
西沙諸島（パラセル諸島）に近いエリアはマックルズフィールド堆（英語: Macclesfield Bank）と呼ばれる。英語で"Zhongsha Island"と呼ぶ場合には、中国でいう「中沙諸島」ではなく、マックルズフィールド堆のみを指す。

### スカボロー礁
東部のフィリピンに近いエリアには、この地域で満潮時にも海面上に露出する唯一の岩礁であるスカボロー礁（英語: Scarborough Shoal、中国語: 黄岩岛）がある。1935年に中華民国外交部が発行した南シナ海の島礁名の一覧では、スカボロー礁は英語名である"Scarborough Shoal"に相当する名称とされ、南沙諸島（スプラトリー諸島）にグループ分けされていたが、1947年に「民主礁」と名付けられ「中沙諸島」の一部とされた。1983年には中国が「黄岩岛」を標準名称としている。中国以外の学者からは、この岩礁を「中沙諸島」に含めることに対して地理学的にも疑義が呈されている。Googleは、Google マップ英語版でこの岩礁に中沙諸島や三沙市に属すること示す"Zhongsha Island, Sansha"の表示を付していたが、フィリピン市民からの抗議を受け、2015年7月14日にこの表示を削除している。

### その他の島礁
中国においては、トゥルロ礁（英語: Truro Shoal、中国語: 特魯暗沙）やヘレン礁（英語: Helen Shoal、中国語: 一統暗沙）等の島礁も「中沙諸島」に含められる。

## 領有を巡る動き

### 現状
この地域については、中華人民共和国と中華民国（台湾）が全域の主権（領有）を主張しており、フィリピンもスカボロー礁をはじめとする東部地域の主権を主張している。
スカボロー礁は、この地域で唯一、満潮時にも海面上にあるため、領土および領海の起算点となる。「海洋法に関する国際連合条約（国連海洋法条約）」第121条第1項では、「島とは、自然に形成された陸地であって、水に囲まれ、満潮時においても水面上にあるものをいう」とされており、スカボロー礁はこの定義上の「島」に該当する。一方、排他的経済水域(EEZ)の起算点となる得るかについては疑義が呈されている。同条約第121条第3項では、「人間の居住又は独自の経済的生活を維持することのできない岩は､排他的経済水域又は大陸棚を有しない」とされており、スカボロー礁がこの条件を満たすか否かついては両論がある。なお、この地域のスカボロー礁以外の島礁は、国際法上は領土にも、領海や排他的経済水域の起算点にもなり得ない。
スカボロー礁は、フィリピンのルソン島の西220kmにあるため、排他的経済水域の起算点となり得るかどうかは別問題として、フィリピンのEEZ内に位置している。2013年6月6日にフィリピン軍関係者が、中国がスカボロー礁に軍事施設を建設していることが衛星写真によって明らかになったと発言。少なくとも3隻の大型船舶がスカボロー礁に相次ぎ訪問しているほか、大量の中国漁船がセメント、鉄筋、石などの建材を運び込んでいるとのことであり、現在では中国によって実効支配されている。

### 経緯
フィリピンは、1999年11月にフィリピン海軍艦船がスカボロー礁のパトロール中に座礁した際に、その艦船を利用し実効支配しようとしたが、中国の要求に従って座礁した艦船をすぐに撤去した。スカボロー礁の周辺海域は、フィリピンが監視を行っていた。
2012年4月にスカボロー礁事件（中国名: 黄岩島事件）と呼ばれる事態が発生する。フィリピン軍艦が、スカボロー礁付近で中国漁船を検査したところ、絶滅危惧種で捕獲が禁止されているサンゴやシャコ貝が発見された。フィリピン漁業法およびワシントン条約に違反していたため、フィリピン側が中国漁民を検挙しようとしたところ、中国の監視船2隻が現場に現れ、漁民の逮捕を妨害したため、これを契機として両国の監視船が1か月以上対峙する事態と外交問題に発展した。
「スカボロー礁事件」に至る中国とフィリピンの経緯については、まず中国は、中華民国が1947年に引いた境界線を基づいて1953年に作成した「九段線」を使用して、南シナ海の南沙諸島などの島々の主権も主張している。1950年代初頭には、フィリピンのスービック湾（Subic Bay）に駐屯していたアメリカ軍がスカボロー礁を射撃場にしていた。1970年代には、中国が中国科学院海洋研究チームを派遣して調査を実施した。1980年代になり、フィリピンはスカボロー礁を200カイリEEZ内とし、1994年に排他的経済水域に関する規定が定められた「国連海洋法条約」が発効すると、スカボロー礁周辺海域の管轄権を主張した。その後、1997年から1999年にかけてスカボロー礁海域付近で、中国の漁船とフィリピン軍艦が対峙や衝突する事件が多発する。2009年にフィリピンは、「領海基線法」で南沙諸島の一部の島・礁（太平島を含む）およびスカボロー礁を正式かつ法的に自国の領土とする。

## 主要な島礁

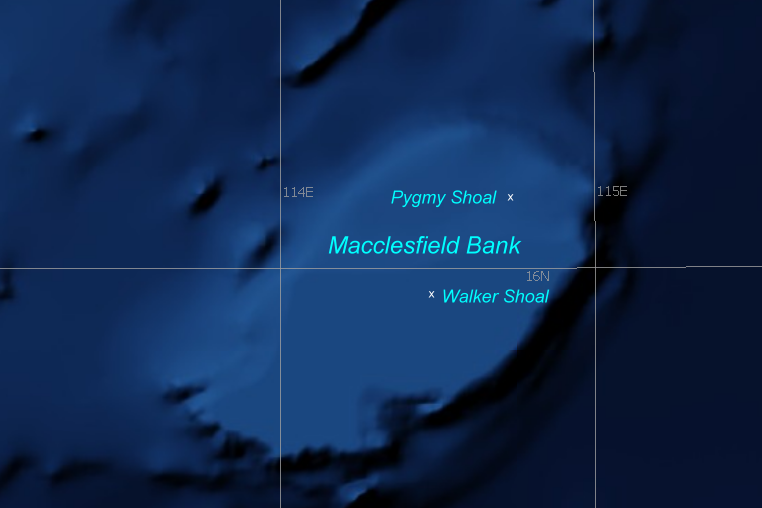
マックルズフィールド堆

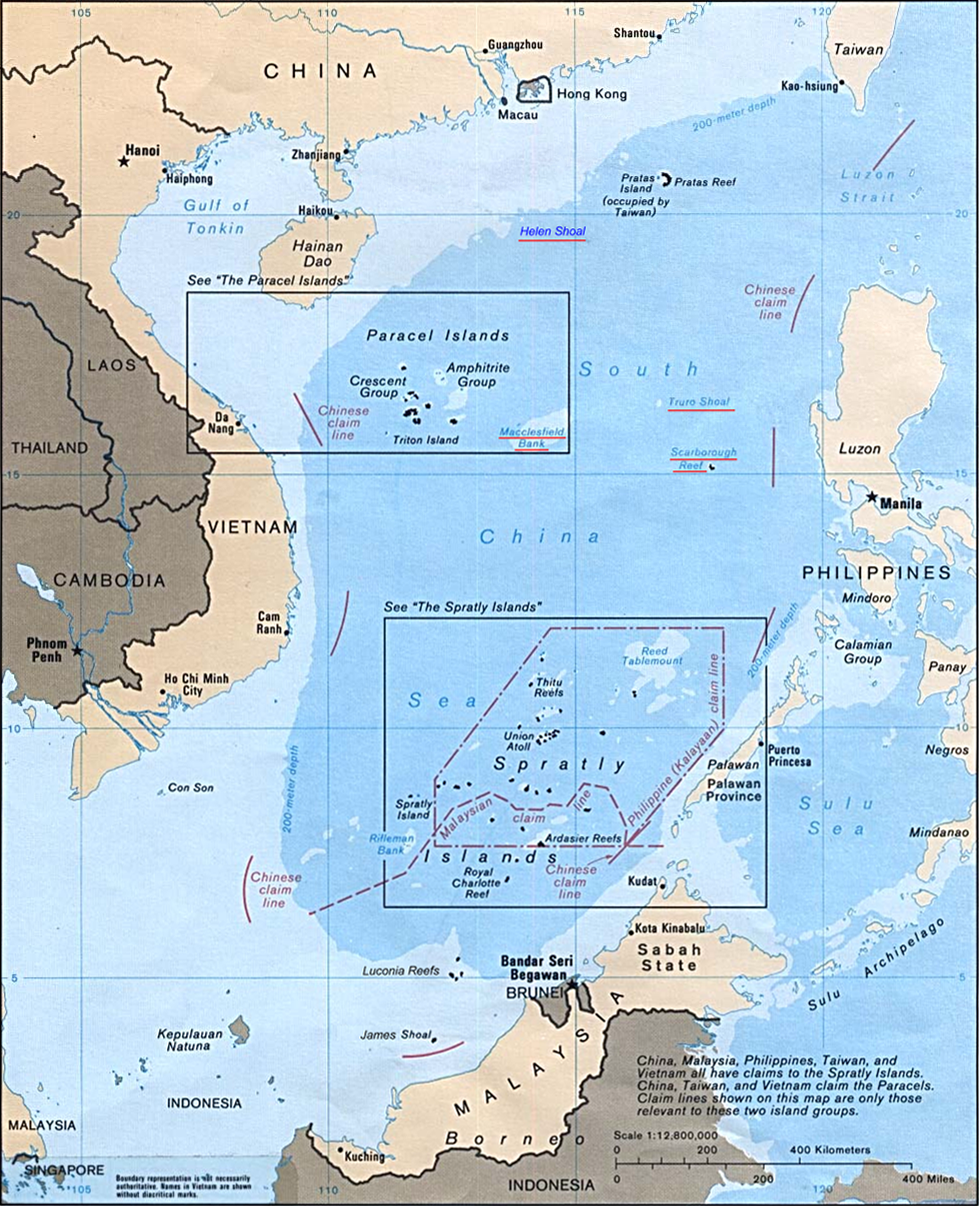
南シナ海 - 「中沙諸島」に含められる島礁（図中の上部四角枠の右下隅「Macclesfield Bank」およびその右にある「Scarborough Reef」等）には、名称に赤の下線が付されている。

多くの島礁には一般的な日本語名称がないため、英語名、中国語名を示している。
- マックルズフィールド堆（英語: Macclesfield Bank）を構成する岩礁
  - 英語: Carpenter Shoal、中国語: 魯班暗灘
  - 英語: Oliver Shoal、中国語: 立父暗沙
  - 英語: Bangkok Shoal、中国語: 本固暗沙
  - 英語: Siamese Shoal、中国語: 西門暗沙
  - 英語: Cathay Shoal、中国語: 華夏暗沙
  - 英語: Penguin Shoal、中国語: 排洪灘
  - 英語: Balfour Shoal、中国語: 伏洑暗沙、波洑暗沙
  - 英語: Pigmy Shoal、中国語: 比微暗沙
  - 英語: Egeria Shoal、中国語: 隠磯灘
  - 英語: Howard Shoal、中国語: 武勇暗沙
  - 英語: Philips Shoal、中国語: 楽西暗沙
  - 英語: Learmonth Shoal、中国語: 済猛暗沙
  - 英語: Plover Shoal、中国語: 海鳩暗沙
  - 英語: Smith Shoal、中国語: 美渓暗沙
- スカボロー礁（英語: Scarborough Shoal, Nanyan Dao, Huangyan Dao、中国語: 南巌岛、黄岩岛） - 「中沙諸島」で満潮時にも海面上に露出する唯一の岩礁。
- その他の島礁
  - 英語: Helen Shoal、中国語: 一統暗沙
  - 英語: Stewart Shoal、中国語: 管事暗灘
  - 英語: Huangyan Seamount、中国語: 黃岩海山
  - 英語: Shixing Seamount、中国語: 石星海山
  - 英語: Xianbei Seamount、中国語: 憲北海山
  - 英語: Xiannan Seamount、中国語: 憲南海山
  - 英語: Zhangzhong Seamount、中国語: 漲中海山
  - 英語: Zhenbei Seamount、中国語: 珍貝海山
  - 英語: Truro Shoal、中国語: 特魯暗沙
  - 英語: Stewart Shoal、中国語: 管事暗灘
  - 英語: Huangyan Seamount、中国語: 黄岩海山
  - 英語: Shixing Seamount、中国語: 石星海山
  - 英語: Xianbei Seamount、中国語: 憲北海山
  - 英語: Xiannan Seamount、中国語: 憲南海山
  - 英語: Zhangzhong Seamount、中国語: 漲中海山
  - 英語: Zhenbei Seamount、中国語: 珍貝海山
  - 英語: Zhongnan Shoal、中国語: 中南暗沙
  - 英語: Zhongnan Seamount、中国語: 中南海山
  - 英語: Longnan Seamount、中国語: 龍南海山
  - 英語: Changlong Seamount、中国語: 長龍海山